# Aino Laos
Gudrun Laos (* in Bad Tölz, Deutschland als Aino Laos) ist eine Sängerin, Komponistin und Produzentin.
1990 nahm sie mit ihrer Band die Single Now that it’s over auf, mit der sie sich mehrere Wochen in der von Wolfgang Roth präsentierten  WDR-Schlagerrallye platzierte.
1994 sang sie zwei von Dieter Bohlen komponierte Titel (That’s What Love Is All About, Highway To Freedom), die auf dem Soundtrack zu der ZDF-Serie Die Stadtindianer zu finden sind.

## Alben
- 1990 We Want It (als Laos)
- 1995 The Escape Artist (als Gudrun Laos)
- 1996 First Impression (als Bar-Fly)
- 2004 Harvest Moon (als Aino Laos)